# Anthus lineiventris
Anthus lineiventris là một loài chim trong họ Motacillidae.